# Zunge (Lebensmittel)

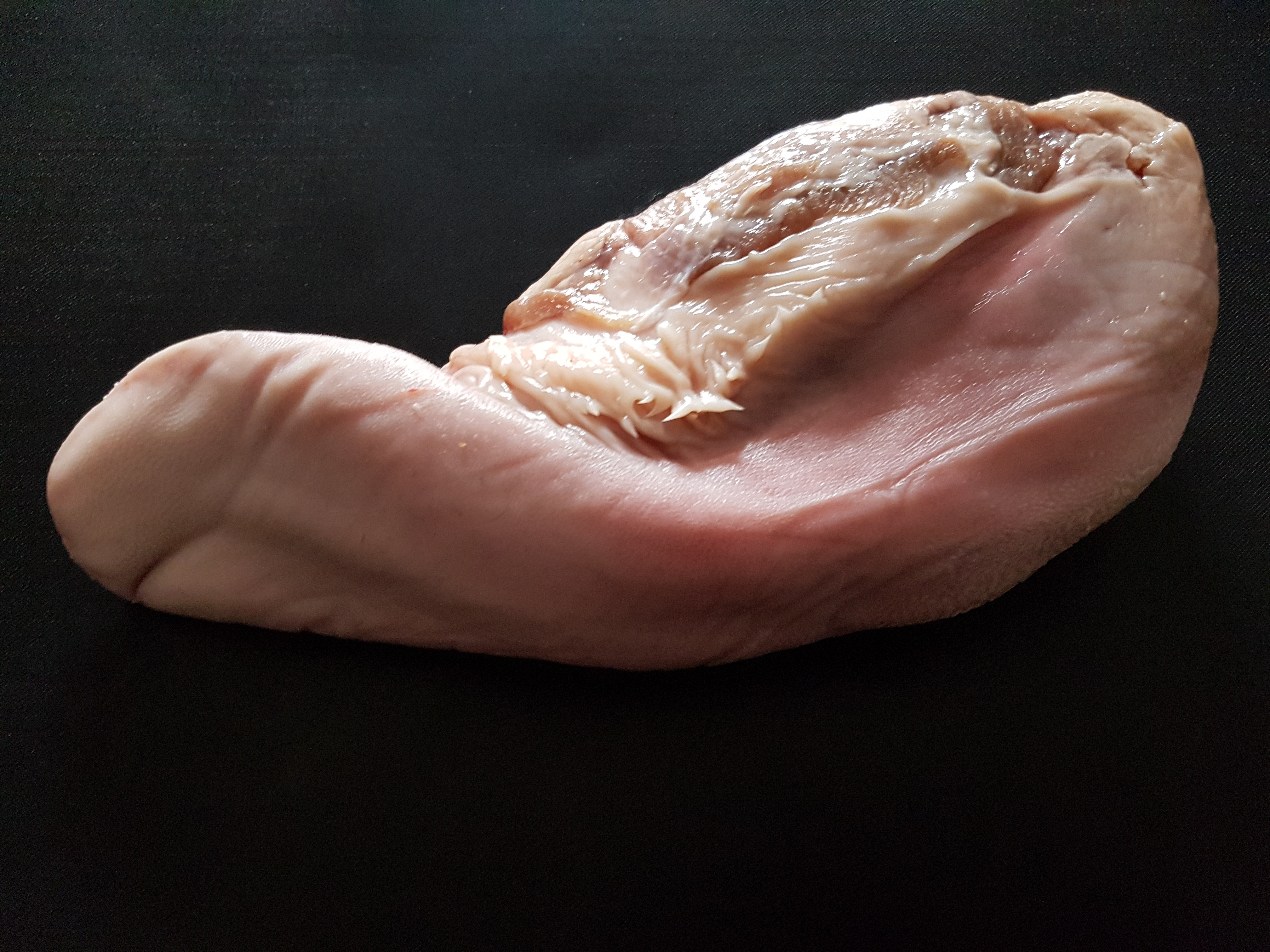
Rohe Kalbszunge

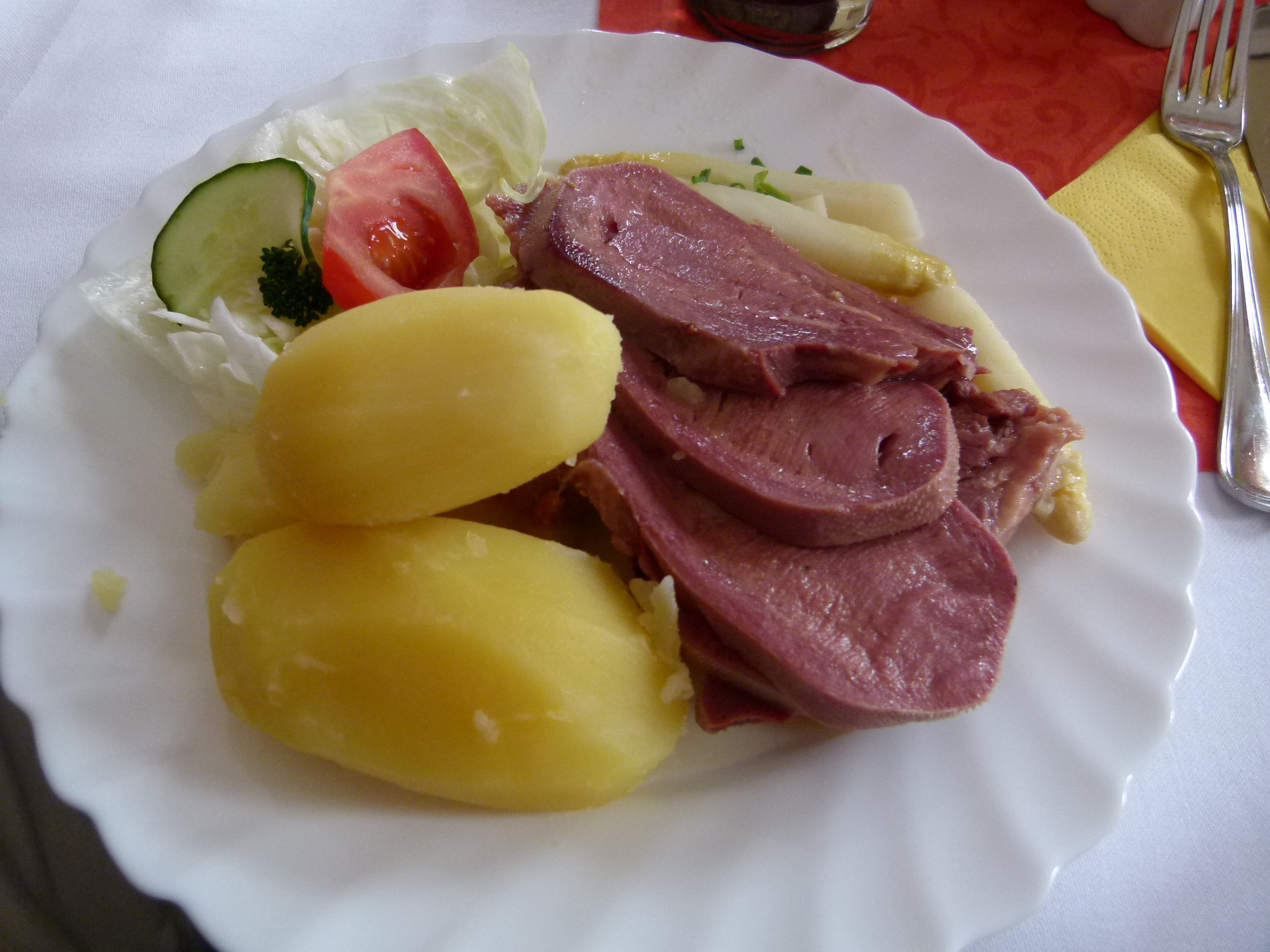
Rinderzunge als Gericht

Die Zunge gehört neben Herz und Leber zu den wichtigsten Innereien. Zunge zeichnet sich durch ihre magere, aber derbe Muskulatur aus. Frische, gepökelte oder geräucherte Zunge wird meist gedünstet oder geschmort zubereitet, oder auch zu Zungenragout.
Als die besten Zungen gelten die vom Rind, Kalb und Lamm. Zungen vom Schwein werden vorwiegend zu Zungenwurst und Ähnlichem verarbeitet.
Frische Zunge muss zunächst vorbereitet werden. Dazu wird sie sorgfältig abgekratzt, gewaschen, mit kochendem Wasser überbrüht, in Wurzelbrühe zwei bis drei Stunden gekocht und schließlich gehäutet sowie die hintere Schlundpartie entfernt. Kalbs- und Lammzungen können bereits vor dem Kochen gehäutet werden. Anschließend wird sie nach Rezept weiterverarbeitet.
Pökelzunge ist auch als Aufschnitt und Dosenkonserve im Handel und in dieser Form vor allem in Großbritannien beliebt. In Frankreich gibt es eine ganze Reihe von Rezepten für Gerichte mit Kalbs- oder Rinderzunge. Früher wurden dort auch Kaninchenzungen geschätzt. Ziemlich unbeliebt ist Zunge dagegen, wie auch andere Innereien, in den USA, wo es nur Rinderzunge zu kaufen gibt und auch diese eher selten. In manchen Ländern werden auch die Zungen von Wild geschätzt, zum Beispiel die des Rentieres in Skandinavien. Im antiken Rom galten die Zungen diverser Singvögel als besondere Delikatesse.